# Haraucourt-sur-Seille
Haraucourt-sur-Seille là một xã trong vùng Grand Est, thuộc tỉnh Moselle, quận Château-Salins, tổng Château-Salins. Tọa độ địa lý của xã là 48° 47' vĩ độ bắc, 06° 36' kinh độ đông. Haraucourt-sur-Seille nằm trên độ cao trung bình là 220 mét trên mực nước biển, có điểm thấp nhất là 199 mét và điểm cao nhất là 324 mét. Xã có diện tích 8,08 km², dân số vào thời điểm 1999 là 126 người; mật độ dân số là 15 người/km². Xã thuộc Pháp từ năm 1766.

## Thông tin nhân khẩu
| 1962 | 1968 | 1975 | 1982 | 1990 | 1999 |
| ---- | ---- | ---- | ---- | ---- | ---- |
| 128  | 139  | 118  | 129  | 136  | 126  |